# Vega de Ruiponce
Vega de Ruiponce est une commune espagnole de la province de Valladolid située dans la communauté autonome de Castille-et-León.

## Sites et patrimoine
Les édifices notables de la commune sont :
- Église Saint-Sauveur ;
- Chapelle del Cristo de la Vera Cruz.